# Partij van Europese Socialisten
De Partij van Europese Socialisten (PES) is een sociaaldemocratische Europese politieke partij. De PES bundelt de nationale en regionale sociaaldemocratische partijen in de Europese Unie en kent tevens relaties met geestverwante partijen in andere Europese landen.
Van 1979 tot 2009 vormde de PES een zelfstandige fractie in het Europees Parlement. In 2009 ging de fractie samen met de Italiaanse Democratische Partij op in de fractie Progressieve Alliantie van Socialisten en Democraten (S&D), die de tweede fractie in grootte in het parlement is.
Namens België maken de Vlaamse Vooruit en de Waalse Parti Socialiste (PS) deel uit van de PES en S&D.
Vanuit Nederland maakt de Partij van de Arbeid deel uit van de PES en de S&D.

## Namen
Naast de Nederlandse versie zijn de volgende namen officieel en worden ze in de respectieve talen gebruikt:
- Albanees: Partia e Socialistëve Europianë
- Bosnisch: Stranka evropskih socijalista
- Bulgaars: Партия на европейските социалисти, Partija na evropejskite socialisti
- Deens: De Europæiske Socialdemokrater
- Duits: Sozialdemokratische Partei Europas
- Engels: Party of European Socialists
- Ests: Euroopa Sotsialistlik Partei
- Fins: Euroopan sosialidemokraattinen puolue
- Frans: Parti socialiste européen
- Grieks: Ευρωπαϊκό Σοσιαλιστικό Κόμμα, Eurōpaïko Sosialistiko Komma
- Hongaars: Európai Szocialisták Pártja
- Iers: Páirtí na Sóisialaithe Eorpach
- Italiaans: Partito del Socialismo Europeo
- IJslands: Flokkur evrópskra sósíalista
- Lets: Eiropas Sociāldemokrātiskā partija
- Litouws: Europos socialistų partija
- Luxemburgs: Partei vun den Europäesche Sozialisten
- Macedonisch: Партија на европските социјалисти, Partija na evropskite socijalisti
- Maltees: Partit tas-Soċjalisti Ewropej
- Noors: Det europeiske sosialdemokratiske partiet
- Pools: Partia Europejskich Socjalistów
- Portugees: Partido Socialista Europeu
- Roemeens: Partidul Socialiștilor Europeni
- Servisch: Партија европских социјалиста, Partija evropskih socijalista
- Slowaaks: Strana európskych socialistov
- Sloveens: Stranka evropskih socialistov
- Spaans: Partido Socialista Europeo
- Turks: Avrupa Sosyalistler Partisi
- Zweeds: Europeiska socialdemokratiska partiet

## Geschiedenis

### Ontstaan
De voorloper van de PES was de Confederatie van Socialistische Partijen van de Europese Gemeenschap (CSPEG).

### 1970-1990

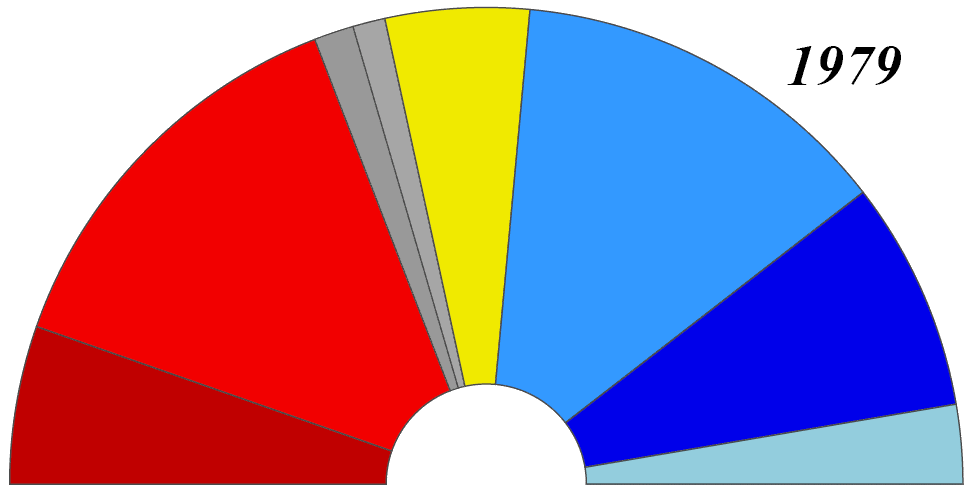
zetelverdeling Europees Parlement '79-'84

In 1979 werd het Europees Parlement voor de eerste maal rechtstreeks verkozen door de Europese burgers. De socialisten werden de grootste fractie met 113 verkozenen op 410 zetels.
De socialisten konden hun voorsprong vergroten en haalden 130 zetels binnen op 434. Ondertussen waren er 3 nieuwe lidstaten toegetreden.
De PES werd met 14 extra gewonnen zetels nog meer uitgesproken de grootste groep met 180 zetels. De EPP volgde met 113 zetels op een totaal van 518 zetels. De burgers van Spanje en Portugal mochten ook voor het eerst naar de stembus trekken.

### 2000-2010

zetelverdeling Europees Parlement 2009

Van 2004 tot 2009 had de PES 200 van de 732 zetels en was daarmee de tweede partij in het Europees parlement.
Sinds 2009 zit de PES samen met de Italiaanse Democratische Partij in de fractie "Progressieve Alliantie van Socialisten en Democraten". Na de verkiezingen van dat jaar beschikten zij over 184 zetels en was de fractie de tweede grootste in het parlement. Volgens het electorale gewicht leverde de PASD de Hoge vertegenwoordiger van de EU en mocht het voor een twee jaar en een half de voorzitter van het Europees Parlement leveren.

### Sinds 2010
Bij de verkiezingen van 2014 behaalde de Progressieve Alliantie van Socialisten en Democraten 191 zetels in het Europees Parlement, in 2019 waren dit er 154.

## Voorzitters
| 1974-1979  | Wilhelm Dröscher     | Duitsland           |
| 1979-1980  | Robert Pontillon     | Frankrijk           |
| 1980-1987  | Joop den Uyl         | Nederland           |
| 1987-1989  | Vítor Constâncio     | Portugal            |
| 1989-1992  | Guy Spitaels         | België              |
| 1992-1994  | Willy Claes          | België              |
| 1995-2001  | Rudolf Scharping     | Duitsland           |
| 2001-2004  | Robin Cook           | Verenigd Koninkrijk |
| 2004-2011  | Poul Nyrup Rasmussen | Denemarken          |
| sinds 2011 | Sergej Stanisjev     | Bulgarije           |

## Financiering
Als geregistreerde Europese politieke partij heeft de partij recht op Europese publieke financiering, die de partij onafgebroken sinds 2004 heeft ontvangen.
Hieronder staat de ontwikkeling van de Europese publieke financiering die de partij heeft ontvangen.
Bedrag (€)Europese overheidsfinanciering van Europese politieke partijen02.000.0004.000.0006.000.0008.000.00010.000.00012.000.0002004200720102013201620192022Maximumbedragen aan overheidsfinancieringDaadwerkelijk ontvangen bedragen aan overheidsfinanciering
In overeenstemming met de Verordening inzake Europese politieke partijen en Europese politieke stichtingen, werft de partij ook private fondsen om haar activiteiten mede te financieren. Vanaf 2025 moeten Europese partijen ten minste 10% van hun vergoedbare uitgaven uit particuliere bronnen halen, terwijl de rest kan worden gedekt met Europese overheidsfinanciering.
Hieronder staat de ontwikkeling van de bijdragen en donaties die de partij heeft ontvangen.
Bedrag (€)Bijdragen van Europese politieke partijen200.000400.000600.000800.0001.000.0001.200.0001.400.00020042008201220162020PES
Bedrag (€)Donaties van Europese politieke partijen050010001500200025002004200720102013201620192022PES

## Leden

### Politieke partijen

#### Huidige leden
De PES heeft leden van uit alle 27 lidstaten en Noorwegen. België heeft enkel regionale partijen. Groot-Brittannië heeft ook regionale partijen naast de unitaire Labour partij.
| Land        | Regio       | Partij                                                     | Zetels (2019-2024) | Website                                                              |
| ----------- | ----------- | ---------------------------------------------------------- | ------------------ | -------------------------------------------------------------------- |
| België      | Vlaanderen  | Vooruit                                                    | 1                  | https://www.vooruit.org/                                             |
| België      | Wallonië    | Parti Socialiste - PS                                      | 2                  | http://www.ps.be/                                                    |
| Nederland   | Nederland   | Partij van de Arbeid - PvdA                                | 6                  | http://www.pvda.nl/                                                  |
| Luxemburg   | Luxemburg   | Lëtzebuerger Sozialistesch Aarbechterpartei - LSAP         | 1                  | http://www.lsap.lu/                                                  |
| Bulgarije   | Bulgarije   | Българска социалистическа партия - БСП                     | 5                  | http://www.bsp.bg/                                                   |
| Cyprus      | Cyprus      | Κινήμα Σοσιαλδημοκρατών - ΕΔΕΚ                             | 2                  | http://www.edek.org.cy/                                              |
| Denemarken  | Denemarken  | Socialdemokraterne - SD                                    | 3                  | http://www.socialdemokraterne.dk/                                    |
| Duitsland   | Duitsland   | Sozialdemokratische Partei Deutschlands - SPD              | 16                 | http://www.spd.de/                                                   |
| Estland     | Estland     | Sotsiaaldemokraatlik Erakond - SDE                         | 2                  | http://www.sotsdem.ee/                                               |
| Finland     | Finland     | Suomen Sosialidemokraattisen Puolue - SDP                  | 2                  | https://sdp.fi/                                                      |
| Frankrijk   | Frankrijk   | Parti Socialiste - PS                                      | 6                  | http://www.parti-socialiste.fr/                                      |
| Griekenland | Griekenland | Πανελλήνιο Σοσιαλιστικό Κίνημα - ΠΑ.ΣΟ.Κ                   | 2                  | http://www.pasok.gr/                                                 |
| Hongarije   | Hongarije   | Magyar Szocialista Párt - MSzP                             | 5                  | http://www.mszp.hu/                                                  |
| Ierland     | Ierland     | Labour Party                                               | 0                  | http://www.labour.ie/                                                |
| Italië      | Italië      | Partito Democratico - PD Partito Socialista Italiano - PSI | 18 0               | https://www.partitodemocratico.it/ https://www.partitosocialista.it/ |
| Kroatië     | Kroatië     | Socijaldemokratska Partija Hrvatske - SDP                  | 4                  | http://www.sdp.hr/                                                   |
| Litouwen    | Litouwen    | Lietuvos Socialdemokratu Partija - LSDP                    | 2                  | http://www.lsdp.lt/                                                  |
| Letland     | Letland     | Sociāldemokrātiskā Partija "Saskaņa" - SDPS                | 2                  | https://saskana.eu/                                                  |
| Malta       | Malta       | Partit Laburista - PL                                      | 4                  | https://partitlaburista.org/                                         |
| Noorwegen   | Noorwegen   | Det norske Arbeiderparti (DNA)                             | n.v.t.             | http://www.dna.no/                                                   |
| Oostenrijk  | Oostenrijk  | Sozialdemokratische Partei Österreichs - SPÖ               | 5                  | http://www.spoe.at/                                                  |
| Polen       | Polen       | Sojusz Lewicy Demokratycznej - SDP Unia Pracy - UP         | 5 0                | http://www.sld.org.pl http://www.uniapracy.org.pl/                   |
| Portugal    | Portugal    | Partido Socialista - PS                                    | 9                  | http://www.ps.pt/                                                    |
| Roemenië    | Roemenië    | Partidul Social Democrat - PSD                             | 8                  | http://www.psd.ro/                                                   |
| Slovenië    | Slovenië    | Socialni Demokrati - SD                                    | 2                  | http://www.socialnidemokrati.si/                                     |
| Slowakije   | Slowakije   | Smer – sociálna demokracia - Smer-SD                       | 3                  | https://www.strana-smer.sk/                                          |
| Spanje      | Spanje      | Partido Socialista Obrero Español - PSOE                   | 21                 | http://www.psoe.es/                                                  |
| Tsjechië    | Tsjechië    | Česká Strana Sociálně Demokratická - ČSSD                  | 0                  | http://www.cssd.cz/                                                  |
| Zweden      | Zweden      | Sveriges Socialdemokratiska Arbetarepartiet - SAP          | 5                  | http://www.socialdemokraterna.se/                                    |

#### Waarnemende leden
| Land                | Regio         | Partij                                    | Zetels (2019-2024) | Website                           |
| ------------------- | ------------- | ----------------------------------------- | ------------------ | --------------------------------- |
| Armenië             | Armenië       | Dashnak ¹                                 | n.v.t.             | https://www.arfd.am/eng/          |
| Verenigd Koninkrijk | Federaal      | Labour Party                              | n.v.t.             | http://www.labour.org.uk/         |
| Verenigd Koninkrijk | Noord-Ierland | Social Democratic and Labour Party (SDLP) | n.v.t.             | https://www.sdlp.ie/              |
| Verenigd Koninkrijk | Schotland     | Pàrtaidh Làbarach na h-Alba (PLA)         | n.v.t.             | http://www.scottishlabour.org.uk/ |
| Verenigd Koninkrijk | Wales         | Llafur Cymru (LC)                         | n.v.t.             | https://www.welshlabour.wales/    |

### Individuele leden
De partij heeft ook een aantal individuele leden, hoewel zij, net als de meeste andere Europese partijen, niet heeft geprobeerd een massaal individueel lidmaatschap te ontwikkelen.
Hieronder staat de ontwikkeling van het individuele lidmaatschap van de partij sinds 2019.
Individuele ledenIndividuele leden van Europese politieke partijen0306090120150201920202021202220232024PES

## Politieke mandaten

### Overzicht
| Organisatie     | Instelling                                           | Zetelaantal    |
| --------------- | ---------------------------------------------------- | -------------- |
| Europese Unie   | Europees parlement                                   | 136 / 720(19%) |
| Europese Unie   | Europese Commissie                                   | 4 / 27(15%)    |
| Europese Unie   | Europese Raad (Regeringsleiders)                     | 3 / 27(11%)    |
| Europese Unie   | Raad van de Europese Unie (Deelname aan de regering) |                |
| Europese Unie   | Europees Comité van de Regio's                       | 86 / 329(26%)  |
| Raad van Europa | Parlementaire Vergadering (binnen SOC)               | 157 / 612      |

### Europees Parlement
PES zetelt in het Europees Parlement als de Progressieve Alliantie van Socialisten en Democraten (S&D). De fractie telt 154 zetels van de 751 en wordt voorgezeten door Iratxe García.